# Danh sách cầu thủ tham dự giải vô địch bóng đá trẻ thế giới 2003
Dưới đây là danh sách các đội hình tham gia Giải vô địch bóng đá trẻ thế giới 2003 ở UAE.
Cầu thủ được đánh dấu in đậm từng thi đấu cho đội tuyển quốc gia.

## Bảng A

### Burkina Faso
Huấn luyện viên:  Mart Nooij
| Số | Vt | Cầu thủ               | Ngày sinh (tuổi)            | Số trận | Câu lạc bộ                 |
| -- | -- | --------------------- | --------------------------- | ------- | -------------------------- |
| 1  | TM | Daouda Diakité        | 30 tháng 3, 1983 (20 tuổi)  |         | Étoile Filante Ouagadougou |
| 2  | TV | Saybou Diallo         | 21 tháng 9, 1983 (20 tuổi)  |         | ASF Bobo                   |
| 3  | HV | Daouda Kinda          | 28 tháng 10, 1986 (17 tuổi) |         | Kadiogo                    |
| 4  | TV | Saïdou Panandétiguiri | 22 tháng 3, 1984 (19 tuổi)  |         | Bordeaux                   |
| 5  | HV | Salif Nogo            | 31 tháng 12, 1986 (16 tuổi) |         | Ouagadougou                |
| 6  | HV | Jeannot Bouyain       | 29 tháng 3, 1985 (18 tuổi)  |         | Kadiogo                    |
| 7  | HV | Amadou Coulibaly      | 31 tháng 12, 1984 (18 tuổi) |         | ASF Bobo-Dioulasso         |
| 8  | TV | Boureima Maïga        | 15 tháng 11, 1983 (20 tuổi) |         | Lokeren                    |
| 9  | TĐ | Aristide Bancé        | 19 tháng 9, 1984 (19 tuổi)  |         | Lokeren                    |
| 10 | TV | Abdoul-Aziz Nikiema   | 12 tháng 6, 1985 (18 tuổi)  |         | Bordeaux                   |
| 11 | TĐ | Djibril Compaoré      | 1 tháng 8, 1983 (20 tuổi)   |         | ASFA Yennenga              |
| 12 | HV | Soumaila Tassembedo   | 27 tháng 11, 1983 (20 tuổi) |         | Étoile Filante Ouagadougou |
| 13 | HV | Boureima Ouattara     | 13 tháng 1, 1984 (19 tuổi)  |         | ASF Bobo                   |
| 14 | TV | Roland Sanou          | 24 tháng 5, 1983 (20 tuổi)  |         | ASF Bobo                   |
| 15 | TV | Ousseni Zongo         | 6 tháng 8, 1984 (19 tuổi)   |         | Anderlecht                 |
| 16 | TM | Dieudonné Yarga       | 24 tháng 2, 1986 (17 tuổi)  |         | ASFA Yennenga              |
| 17 | TĐ | Hamado Ouedraogo      | 17 tháng 3, 1983 (20 tuổi)  |         | Lokeren                    |
| 18 | TV | Amara Ahmed Ouattara  | 21 tháng 10, 1983 (20 tuổi) |         | ASEC Mimosas               |
| 19 | TĐ | Ibrahim Kaboré        | 5 tháng 9, 1984 (19 tuổi)   |         | Étoile Filante Ouagadougou |
| 20 | TĐ | Seydou Barro          | 5 tháng 4, 1984 (19 tuổi)   |         | Étoile Filante Ouagadougou |

### Panama
Huấn luyện viên:  Gary Stempel
| Số | Vt | Cầu thủ           | Ngày sinh (tuổi)            | Số trận | Câu lạc bộ          |
| -- | -- | ----------------- | --------------------------- | ------- | ------------------- |
| 1  | TM | Carlos Valdez     | 2 tháng 7, 1984 (19 tuổi)   |         | Chiriquí            |
| 2  | HV | Miguel Olivares   | 3 tháng 8, 1984 (19 tuổi)   |         | Arabe Unido         |
| 3  | HV | Armando Gun       | 17 tháng 1, 1986 (17 tuổi)  |         | Chepo               |
| 4  | TV | Juan Ramón Solís  | 14 tháng 6, 1984 (19 tuổi)  |         | San Francisco       |
| 5  | HV | Joel Solanilla    | 24 tháng 12, 1983 (19 tuổi) |         | Patriotas           |
| 6  | TV | Gabriel Gómez     | 29 tháng 5, 1984 (19 tuổi)  |         | Envigado            |
| 7  | TĐ | Jair Carrasquilla | 27 tháng 4, 1984 (19 tuổi)  |         | Tauro               |
| 8  | TĐ | Cristian Vega     | 2 tháng 4, 1985 (18 tuổi)   |         | Tauro               |
| 9  | TĐ | Orlando Rodríguez | 9 tháng 8, 1984 (19 tuổi)   |         | Arabe Unido         |
| 10 | TV | James Brown       | 28 tháng 2, 1983 (20 tuổi)  |         | Atlético Veragüense |
| 11 | TV | Rodrigo Tello     | 13 tháng 8, 1983 (20 tuổi)  |         | Arabe Unido         |
| 12 | TM | José Calderón     | 14 tháng 8, 1985 (18 tuổi)  |         | Chepo               |
| 13 | TĐ | César Aguilar     | 6 tháng 12, 1984 (18 tuổi)  |         | San Francisco       |
| 14 | HV | Irving Bailey     | 13 tháng 1, 1984 (19 tuổi)  |         | Alianza             |
| 15 | TĐ | René Cohn         | 18 tháng 2, 1983 (20 tuổi)  |         | Plaza Amador        |
| 16 | TV | Jean McLean       | 16 tháng 1, 1984 (19 tuổi)  |         | Chiriquí Province   |
| 17 | TV | Kairo Martínez    | 23 tháng 9, 1983 (20 tuổi)  |         | Arabe Unido         |
| 18 | TV | Ángel Lombardo    | 13 tháng 2, 1983 (20 tuổi)  |         | Plaza Amador        |
| 19 | HV | Édgar Tem         | 29 tháng 1, 1984 (19 tuổi)  |         | Alianza             |
| 20 | TV | Hanamell Hill     | 12 tháng 3, 1986 (17 tuổi)  |         | Bocas Express       |

### Slovakia
Huấn luyện viên: Peter Polak
| Số | Vt | Cầu thủ         | Ngày sinh (tuổi)            | Số trận | Câu lạc bộ            |
| -- | -- | --------------- | --------------------------- | ------- | --------------------- |
| 1  | TM | Peter Kostoláni | 6 tháng 2, 1983 (20 tuổi)   |         | Družstevník Báč       |
| 2  | HV | Marek Kostoláni | 6 tháng 2, 1983 (20 tuổi)   |         | Nitra                 |
| 3  | TV | Marek Bakoš     | 15 tháng 4, 1983 (20 tuổi)  |         | Matador Púchov        |
| 4  | HV | Marek Čech      | 26 tháng 1, 1983 (20 tuổi)  |         | Inter Bratislava      |
| 5  | HV | Roman Konečný   | 25 tháng 7, 1983 (20 tuổi)  |         | Spartak Trnava        |
| 6  | TV | Marián Kurty    | 13 tháng 5, 1983 (20 tuổi)  |         | Ružomberok            |
| 7  | TĐ | Milan Ivana     | 26 tháng 11, 1983 (20 tuổi) |         | Trenčín               |
| 8  | TV | Tomáš Bruško    | 21 tháng 2, 1983 (20 tuổi)  |         | Vorskla Poltava       |
| 9  | TĐ | Filip Šebo      | 24 tháng 2, 1984 (19 tuổi)  |         | Inter Bratislava      |
| 10 | TĐ | Juraj Halenár   | 28 tháng 6, 1983 (20 tuổi)  |         | Inter Bratislava      |
| 11 | TĐ | Filip Hološko   | 17 tháng 1, 1984 (19 tuổi)  |         | Slovan Liberec        |
| 12 | TM | Dušan Perniš    | 28 tháng 11, 1984 (18 tuổi) |         | Dubnica               |
| 13 | TV | Štefan Zošák    | 3 tháng 4, 1984 (19 tuổi)   |         | Ružomberok            |
| 14 | TV | Kamil Kopúnek   | 18 tháng 5, 1984 (19 tuổi)  |         | Spartak Trnava        |
| 15 | TV | Dušan Miklas    | 7 tháng 2, 1983 (20 tuổi)   |         | Trenčín               |
| 16 | HV | Miloš Brezinský | 2 tháng 4, 1984 (19 tuổi)   |         | Slovan Liberec        |
| 17 | TV | Ľubomír Gajdoš  | 20 tháng 7, 1983 (20 tuổi)  |         | 1. FC Košice          |
| 18 | TV | Igor Žofčák     | 10 tháng 4, 1983 (20 tuổi)  |         | Ružomberok            |
| 19 | TV | Viktor Pečovský | 24 tháng 5, 1983 (20 tuổi)  |         | Dukla Banská Bystrica |
| 20 | HV | Ľubomír Guldan  | 30 tháng 1, 1983 (20 tuổi)  |         | Koba Senec            |

### UAE
Huấn luyện viên:  Jean François Jodar
| Số | Vt | Cầu thủ          | Ngày sinh (tuổi)            | Số trận | Câu lạc bộ    |
| -- | -- | ---------------- | --------------------------- | ------- | ------------- |
| 1  | TM | Salem Abdulla    | 18 tháng 1, 1984 (19 tuổi)  |         | Al Shabab     |
| 2  | HV | Abdulla Ahmad    | 18 tháng 3, 1983 (20 tuổi)  |         | Dubai Club    |
| 3  | TV | Yousif Jaber     | 25 tháng 2, 1985 (18 tuổi)  |         | Bani Yas      |
| 4  | TV | Ahmed Abdulla    | 28 tháng 4, 1984 (19 tuổi)  |         | Al-Wahda      |
| 5  | HV | Ali Al-Zaabi     | 8 tháng 6, 1985 (18 tuổi)   |         | Al-Wahda      |
| 6  | HV | Tariq Hassan     | 18 tháng 3, 1983 (20 tuổi)  |         | Al Wasl FC    |
| 7  | TV | Ali Al-Wehaibi   | 27 tháng 10, 1983 (20 tuổi) |         | Al Ain Club   |
| 8  | HV | Saad Mubarak     | 5 tháng 5, 1983 (20 tuổi)   |         | Bani Yas      |
| 9  | TV | Redha Abdulhadi  | 1 tháng 1, 1983 (20 tuổi)   |         | Al-Jazira     |
| 10 | TĐ | Ismail Matar     | 7 tháng 4, 1983 (20 tuổi)   |         | Al-Wahda      |
| 11 | TĐ | Saleh Hamad      | 1 tháng 1, 1984 (19 tuổi)   |         | Al-Wahda      |
| 12 | HV | Salem Zayed      | 25 tháng 4, 1983 (20 tuổi)  |         | Al-Wahda      |
| 13 | TĐ | Darwush Ahmad    | 1 tháng 7, 1984 (19 tuổi)   |         | Al Nasr       |
| 14 | TV | Majid Abdulla    | 23 tháng 3, 1984 (19 tuổi)  |         | Al Etehad     |
| 15 | TĐ | Shehab Ahmed     | 29 tháng 3, 1984 (19 tuổi)  |         | Al Ain Club   |
| 16 | TV | Juma Ali         | 29 tháng 4, 1983 (20 tuổi)  |         | Al Khaleej    |
| 17 | TM | Ismail Rabee     | 11 tháng 1, 1983 (20 tuổi)  |         | Al-Shabab     |
| 18 | HV | Abdulla Malallah | 5 tháng 7, 1983 (20 tuổi)   |         | Emirates Club |
| 19 | TĐ | Mohamed Malallah | 1 tháng 4, 1984 (19 tuổi)   |         | Al Khaleej    |
| 20 | TĐ | Ali Sultan       | 29 tháng 1, 1983 (20 tuổi)  |         | Al Ain Club   |

## Bảng B

### Argentina
Huấn luyện viên: Hugo Tocalli
| Số | Vt | Cầu thủ             | Ngày sinh (tuổi)           | Số trận | Câu lạc bộ         |
| -- | -- | ------------------- | -------------------------- | ------- | ------------------ |
| 1  | TM | Gustavo Eberto      | 30 tháng 8, 1983 (20 tuổi) |         | Boca Juniors       |
| 2  | HV | Gonzalo Rodríguez   | 10 tháng 4, 1984 (19 tuổi) |         | San Lorenzo        |
| 3  | HV | Osmar Ferreyra      | 9 tháng 1, 1983 (20 tuổi)  |         | River Plate        |
| 4  | HV | Mauricio Romero     | 13 tháng 1, 1983 (20 tuổi) |         | Lanús              |
| 5  | TV | Javier Mascherano   | 8 tháng 6, 1984 (19 tuổi)  |         | River Plate        |
| 6  | HV | Leandro Fernández   | 30 tháng 1, 1983 (20 tuổi) |         | Newell's Old Boys  |
| 7  | TV | Pablo Zabaleta      | 16 tháng 1, 1985 (18 tuổi) |         | San Lorenzo        |
| 8  | TV | Hugo Colace         | 6 tháng 1, 1984 (19 tuổi)  |         | Argentinos Juniors |
| 9  | TĐ | Fernando Cavenaghi  | 21 tháng 9, 1983 (20 tuổi) |         | River Plate        |
| 10 | TĐ | Carlos Tevez        | 5 tháng 2, 1984 (19 tuổi)  |         | Boca Juniors       |
| 11 | TV | Marcelo Carrusca    | 1 tháng 9, 1983 (20 tuổi)  |         | Estudiantes        |
| 12 | TM | Mariano Barbosa     | 27 tháng 7, 1984 (19 tuổi) |         | Banfield           |
| 13 | HV | Joel Barbosa        | 15 tháng 1, 1983 (20 tuổi) |         | Boca Juniors       |
| 14 | HV | Jonathan Bottinelli | 14 tháng 9, 1984 (19 tuổi) |         | San Lorenzo        |
| 15 | HV | Walter García       | 14 tháng 3, 1984 (19 tuổi) |         | San Lorenzo        |
| 16 | TV | Neri Cardozo        | 8 tháng 8, 1986 (17 tuổi)  |         | Boca Juniors       |
| 17 | TV | José Sosa           | 19 tháng 6, 1985 (18 tuổi) |         | Estudiantes        |
| 18 | TV | Walter Montillo     | 14 tháng 4, 1984 (19 tuổi) |         | San Lorenzo        |
| 19 | TĐ | Germán Herrera      | 19 tháng 7, 1983 (20 tuổi) |         | Rosario Central    |
| 20 | TĐ | Franco Cángele      | 16 tháng 7, 1984 (19 tuổi) |         | Boca Juniors       |

### Mali
Huấn luyện viên: Mamadou Coulibaly
| Số | Vt | Cầu thủ             | Ngày sinh (tuổi)            | Số trận | Câu lạc bộ   |
| -- | -- | ------------------- | --------------------------- | ------- | ------------ |
| 1  | TM | Soumbeïla Diakité   | 25 tháng 8, 1984 (19 tuổi)  |         | Stade Malien |
| 2  | TV | Moussa Bagayoko     | 10 tháng 1, 1985 (18 tuổi)  |         | Djoliba      |
| 3  | HV | Daouda Bagayoko     | 10 tháng 5, 1985 (18 tuổi)  |         | Stade Malien |
| 4  | HV | Boucader Diallo     | 14 tháng 9, 1984 (19 tuổi)  |         | Stade Malien |
| 5  | HV | Boubacar Koné       | 21 tháng 8, 1984 (19 tuổi)  |         | Bamako       |
| 6  | HV | Alhassane Touré     | 5 tháng 2, 1984 (19 tuổi)   |         | Schaffhausen |
| 7  | TV | Mamadi Berthe       | 17 tháng 1, 1983 (20 tuổi)  |         | Sedan        |
| 8  | TV | Mamoutou Coulibaly  | 23 tháng 2, 1984 (19 tuổi)  |         | Auxerre      |
| 9  | TĐ | Youssouf Diallo     | 24 tháng 12, 1984 (18 tuổi) |         | Créteil      |
| 10 | TĐ | Alain Traoré        | 11 tháng 7, 1984 (19 tuổi)  |         | Stade Malien |
| 11 | HV | Souleymane Dembélé  | 3 tháng 9, 1984 (19 tuổi)   |         | Stade Malien |
| 12 | TV | Drissa Diakité      | 18 tháng 2, 1985 (18 tuổi)  |         | Djoliba      |
| 13 | TĐ | Bakary Coulibaly    | 11 tháng 4, 1984 (19 tuổi)  |         | Djoliba      |
| 14 | HV | Sekou Coulibaly     | 3 tháng 2, 1983 (20 tuổi)   |         | Lorient      |
| 15 | TV | Mamadou Diakité     | 22 tháng 5, 1985 (18 tuổi)  |         | Metz         |
| 16 | TĐ | Siere Hadrien Touré | 12 tháng 5, 1985 (18 tuổi)  |         | Lyon         |
| 17 | TV | Drissa Diarra       | 7 tháng 7, 1985 (18 tuổi)   |         | Lecce        |
| 18 | TV | Kalifa Cissé        | 9 tháng 1, 1984 (19 tuổi)   |         | Toulouse     |
| 19 | HV | Mahamet Diagouraga  | 8 tháng 1, 1984 (19 tuổi)   |         | Chievo       |
| 20 | TM | Mamadou Coulibaly   | 7 tháng 12, 1987 (15 tuổi)  |         | Real Bamako  |

### Tây Ban Nha
Huấn luyện viên: José Ufarte
| Số | Vt | Cầu thủ           | Ngày sinh (tuổi)           | Số trận | Câu lạc bộ          |
| -- | -- | ----------------- | -------------------------- | ------- | ------------------- |
| 1  | TM | Miguel Ángel Moyà | 2 tháng 4, 1984 (19 tuổi)  |         | Mallorca            |
| 2  | HV | Alexis            | 4 tháng 8, 1985 (18 tuổi)  |         | Málaga              |
| 3  | HV | Carlos Peña       | 28 tháng 7, 1983 (20 tuổi) |         | Barcelona           |
| 4  | HV | Carlos García     | 29 tháng 4, 1984 (19 tuổi) |         | Espanyol            |
| 5  | HV | Melli (c)         | 6 tháng 6, 1984 (19 tuổi)  |         | Real Betis          |
| 6  | TV | Vitolo            | 9 tháng 9, 1983 (20 tuổi)  |         | Racing de Santander |
| 7  | TV | Coro              | 5 tháng 1, 1983 (20 tuổi)  |         | Espanyol            |
| 8  | TV | Andrés Iniesta    | 11 tháng 5, 1984 (19 tuổi) |         | Barcelona           |
| 9  | TĐ | Sergio García     | 9 tháng 6, 1983 (20 tuổi)  |         | Barcelona           |
| 10 | TĐ | Manu del Moral    | 25 tháng 2, 1984 (19 tuổi) |         | Atlético Madrid     |
| 11 | TV | Jaime Gavilán     | 12 tháng 5, 1985 (18 tuổi) |         | Valencia            |
| 12 | HV | Iago Bouzón       | 17 tháng 3, 1983 (20 tuổi) |         | Celta de Vigo       |
| 13 | TM | Asier Riesgo      | 6 tháng 10, 1983 (20 tuổi) |         | Eibar               |
| 14 | TĐ | Javier Arizmendi  | 3 tháng 3, 1984 (19 tuổi)  |         | Atlético Madrid     |
| 15 | HV | Álex Goikoetxea   | 8 tháng 6, 1983 (20 tuổi)  |         | Athletic Bilbao     |
| 16 | TV | Gabi              | 10 tháng 7, 1983 (20 tuổi) |         | Atlético Madrid     |
| 17 | TV | Juanfran          | 9 tháng 1, 1985 (18 tuổi)  |         | Real Madrid         |
| 18 | TV | Jorge Pina        | 28 tháng 2, 1983 (20 tuổi) |         | Real Zaragoza       |
| 19 | TV | Manuel Tello      | 16 tháng 2, 1984 (19 tuổi) |         | Real Madrid         |
| 20 | TM | Rubén             | 22 tháng 6, 1984 (19 tuổi) |         | Barcelona           |

### Uzbekistan
Huấn luyện viên: Viktor Borisov
| Số | Vt | Cầu thủ                 | Ngày sinh (tuổi)            | Số trận | Câu lạc bộ         |
| -- | -- | ----------------------- | --------------------------- | ------- | ------------------ |
| 1  | TM | Temur Ganiev            | 27 tháng 1, 1984 (19 tuổi)  |         | Metallurg Donetsk  |
| 2  | HV | Shavkat Raimqulov       | 7 tháng 5, 1984 (19 tuổi)   |         | Traktor Tashkent   |
| 3  | HV | Rustam Kadirov          | 27 tháng 7, 1983 (20 tuổi)  |         | Mash'al Mubarek    |
| 4  | HV | Yaroslav Krushelnitskiy | 16 tháng 3, 1983 (20 tuổi)  |         | Pakhtakor          |
| 5  | HV | Muzaffar Holikov        | 7 tháng 10, 1984 (19 tuổi)  |         | Qyzylqum Zarashfan |
| 6  | TV | Jasur Hasanov           | 2 tháng 8, 1983 (20 tuổi)   |         | Navbahor Namangan  |
| 7  | TV | Mansurjon Saidov        | 1 tháng 11, 1983 (20 tuổi)  |         | Neftchy Farg'ona   |
| 8  | TV | Nodirbek Quziboyev      | 17 tháng 2, 1985 (18 tuổi)  |         | Neftchy Farg'ona   |
| 9  | TĐ | Alexander Geynrikh      | 6 tháng 10, 1984 (19 tuổi)  |         | CSKA Moscow        |
| 10 | TV | Ilyas Zeytulayev        | 13 tháng 8, 1984 (19 tuổi)  |         | Juventus           |
| 11 | TV | Ildar Magdeev           | 11 tháng 4, 1984 (19 tuổi)  |         | Pakhtakor          |
| 12 | TM | Ignatiy Nesterov        | 20 tháng 6, 1983 (20 tuổi)  |         | Pakhtakor          |
| 13 | HV | Kamoliddin Tajiev       | 3 tháng 5, 1983 (20 tuổi)   |         | Pakhtakor          |
| 14 | TĐ | Marat Bikmaev           | 1 tháng 1, 1986 (17 tuổi)   |         | Pakhtakor          |
| 15 | TĐ | Konstantin Boyev        | 15 tháng 11, 1983 (20 tuổi) |         | Mash'al Mubarek    |
| 16 | TĐ | Bakhriddin Vakhobov     | 23 tháng 1, 1983 (20 tuổi)  |         | Pakhtakor          |
| 17 | HV | Vladimir Anikin         | 5 tháng 3, 1983 (20 tuổi)   |         | Neftchy Farg'ona   |
| 18 | HV | Islom Inomov            | 30 tháng 5, 1984 (19 tuổi)  |         | Buxoro             |
| 19 | HV | Timur Sultanov          | 2 tháng 3, 1984 (19 tuổi)   |         | Navbahor Namangan  |
| 20 | HV | Ilhom Suyunov           | 17 tháng 5, 1983 (20 tuổi)  |         | Mash'al Mubarek    |

## Bảng C

### Úc
Huấn luyện viên: Ange Postecoglou
| Số | Vt | Cầu thủ          | Ngày sinh (tuổi)            | Số trận | Câu lạc bộ         |
| -- | -- | ---------------- | --------------------------- | ------- | ------------------ |
| 1  | TM | Nathan Coe       | 1 tháng 6, 1984 (19 tuổi)   |         | Internazionale     |
| 2  | HV | Wayne Heath      | 28 tháng 4, 1983 (20 tuổi)  |         | Brisbane Strikers  |
| 3  | HV | Steve Pantelidis | 17 tháng 8, 1983 (20 tuổi)  |         | Melbourne Knightsf |
| 4  | HV | Alex Wilkinson   | 13 tháng 8, 1984 (19 tuổi)  |         | Northern Spirit    |
| 5  | HV | David Tarka      | 11 tháng 2, 1983 (20 tuổi)  |         | Nottingham Forest  |
| 6  | TV | Carl Valeri      | 14 tháng 8, 1984 (19 tuổi)  |         | Internazionale     |
| 7  | TĐ | Spase Dilevski   | 13 tháng 5, 1985 (18 tuổi)  |         | Rot-Weiss Essen    |
| 8  | TV | Mile Jedinak     | 3 tháng 8, 1984 (19 tuổi)   |         | Varteks            |
| 9  | TĐ | Scott McDonald   | 21 tháng 8, 1983 (20 tuổi)  |         | Wimbledon          |
| 10 | TĐ | Alex Brosque     | 12 tháng 10, 1983 (20 tuổi) |         | Marconi Stallions  |
| 11 | TV | Matt McKay       | 11 tháng 1, 1983 (20 tuổi)  |         | Brisbane Strikers  |
| 12 | TĐ | Anthony Danze    | 15 tháng 3, 1984 (19 tuổi)  |         | Perth Glory        |
| 13 | TV | Jonathan Richter | 12 tháng 4, 1983 (20 tuổi)  |         | Northern Spirit    |
| 14 | TV | Massimo Murdocca | 2 tháng 9, 1984 (19 tuổi)   |         | South Melbourne    |
| 15 | TV | Vince Lia        | 18 tháng 3, 1985 (18 tuổi)  |         | South Melbourne    |
| 16 | TV | Dustin Wells     | 31 tháng 5, 1983 (20 tuổi)  |         | Wollongong Wolves  |
| 17 | TĐ | Michael Baird    | 1 tháng 8, 1983 (20 tuổi)   |         | Sydney Olympic     |
| 18 | TM | Tom Willis       | 4 tháng 11, 1983 (20 tuổi)  |         | Newcastle United   |
| 19 | HV | Michael Thwaite  | 2 tháng 5, 1983 (20 tuổi)   |         | Marconi Stallions  |
| 20 | TĐ | Jobe Wheelhouse  | 14 tháng 4, 1985 (18 tuổi)  |         | Newcastle United   |

### Brasil
Huấn luyện viên: Marcos Paqueta
| Số | Vt | Cầu thủ           | Ngày sinh (tuổi)            | Số trận | Câu lạc bộ          |
| -- | -- | ----------------- | --------------------------- | ------- | ------------------- |
| 1  | TM | Fernando Henrique | 25 tháng 11, 1983 (20 tuổi) |         | Fluminense          |
| 2  | HV | Dani Alves        | 6 tháng 5, 1983 (20 tuổi)   |         | Sevilla             |
| 3  | HV | Alcides           | 13 tháng 3, 1985 (18 tuổi)  |         | Vitória             |
| 4  | HV | Adaílton          | 16 tháng 4, 1983 (20 tuổi)  |         | Vitória             |
| 5  | TV | Carlos Alberto    | 24 tháng 1, 1978 (25 tuổi)  |         | Figueirense         |
| 6  | HV | Dyego Coelho      | 22 tháng 3, 1983 (20 tuổi)  |         | Corinthians         |
| 7  | TĐ | Daniel Carvalho   | 1 tháng 3, 1983 (20 tuổi)   |         | Internacional       |
| 8  | TV | Dudu Cearense     | 15 tháng 4, 1983 (20 tuổi)  |         | Vitória             |
| 9  | TĐ | Andrezinho        | 30 tháng 7, 1983 (20 tuổi)  |         | Flamengo            |
| 10 | TĐ | Nilmar            | 14 tháng 7, 1984 (19 tuổi)  |         | Internacional       |
| 11 | TĐ | Dagoberto         | 22 tháng 3, 1983 (20 tuổi)  |         | Atlético-PR         |
| 12 | TM | Jefferson         | 2 tháng 1, 1983 (20 tuổi)   |         | Botafogo            |
| 13 | TĐ | Kléber            | 12 tháng 8, 1983 (20 tuổi)  |         | São Paulo           |
| 14 | HV | Adriano Correia   | 26 tháng 10, 1984 (19 tuổi) |         | Coritiba            |
| 15 | TV | Juninho           | 11 tháng 1, 1983 (20 tuổi)  |         | Atlético Mineiro    |
| 16 | TV | Jardel            | 27 tháng 1, 1983 (20 tuổi)  |         | Cruzeiro            |
| 17 | HV | Gabriel Santos    | 5 tháng 3, 1983 (20 tuổi)   |         | Ponte Preta         |
| 18 | HV | Renato Silva      | 26 tháng 7, 1983 (20 tuổi)  |         | Goiás               |
| 19 | TV | Fernandinho       | 4 tháng 5, 1985 (18 tuổi)   |         | Atlético Paranaense |
| 20 | TM | Andrey            | 9 tháng 11, 1983 (20 tuổi)  |         | Grêmio              |

### Canada
Huấn luyện viên: Dale Mitchell
| Số | Vt | Cầu thủ            | Ngày sinh (tuổi)            | Số trận | Câu lạc bộ              |
| -- | -- | ------------------ | --------------------------- | ------- | ----------------------- |
| 1  | TM | Alim Karim         | 20 tháng 4, 1983 (20 tuổi)  | 5 (0)   | Syracuse University     |
| 2  | HV | Winston Marshall   | 26 tháng 2, 1983 (20 tuổi)  | 8 (0)   | Wright State University |
| 3  | TV | Nikolas Ledgerwood | 16 tháng 1, 1985 (18 tuổi)  | 5 (0)   | 1860 Munich             |
| 4  | HV | Kevin Harmse       | 4 tháng 7, 1984 (19 tuổi)   | 12 (0)  | Tromsø Idrettslag       |
| 5  | TV | Waldemar Dutra     | 20 tháng 2, 1983 (20 tuổi)  | 9 (1)   | Osijek                  |
| 6  | HV | Andres Arango      | 23 tháng 4, 1983 (20 tuổi)  | 3 (0)   | Montreal Impact         |
| 7  | TV | Jason DiTullio     | 6 tháng 1, 1984 (19 tuổi)   | 12 (0)  | Montreal Impact         |
| 8  | TV | Gordon Chin        | 26 tháng 3, 1983 (20 tuổi)  | 11 (1)  | Vancouver Whitecaps     |
| 9  | TĐ | Iain Hume          | 30 tháng 10, 1983 (20 tuổi) | 15 (5)  | Tranmere Rovers         |
| 10 | TĐ | Wyn Belotte        | 6 tháng 5, 1984 (19 tuổi)   | 11 (3)  | Wisła Kraków            |
| 11 | TĐ | Chris Lemire       | 3 tháng 11, 1983 (20 tuổi)  | 8 (2)   | Montreal Impact         |
| 12 | TV | Francesco Bruno    | 31 tháng 7, 1984 (19 tuổi)  | 4 (0)   | Syracuse University     |
| 13 | TV | Atiba Hutchinson   | 8 tháng 2, 1983 (20 tuổi)   | 14 (0)  | Öster                   |
| 14 | HV | David Edgar        | 19 tháng 5, 1987 (16 tuổi)  | 4 (0)   | Newcastle United        |
| 15 | TV | Josh Simpson       | 15 tháng 5, 1983 (20 tuổi)  | 12 (1)  | University of Portland  |
| 16 | TĐ | Elliott Godfrey    | 22 tháng 2, 1983 (20 tuổi)  | 4 (1)   | Watford                 |
| 17 | TV | Sita-Taty Matondo  | 28 tháng 12, 1984 (18 tuổi) | 12 (1)  | Montreal Impact         |
| 18 | HV | Richard Asante     | 24 tháng 7, 1984 (19 tuổi)  | 4 (0)   | Syracuse University     |
| 19 | TM | Tom Lindley        | 24 tháng 1, 1985 (18 tuổi)  | 2 (0)   | Sheffield United        |
| 20 | TM | Joshua Wagenaar    | 26 tháng 2, 1985 (18 tuổi)  | 2 (0)   | Hartwick College        |

### Cộng hòa Séc
Huấn luyện viên: Pavel Vrba
| Số | Vt | Cầu thủ          | Ngày sinh (tuổi)            | Số trận | Câu lạc bộ          |
| -- | -- | ---------------- | --------------------------- | ------- | ------------------- |
| 1  | TM | Michal Daněk     | 6 tháng 7, 1983 (20 tuổi)   |         | Baník Ostrava       |
| 2  | HV | Václav Procházka | 8 tháng 5, 1984 (19 tuổi)   |         | Viktoria Plzeň      |
| 3  | HV | Petr Knakal      | 1 tháng 2, 1983 (20 tuổi)   |         | Viktoria Plzeň      |
| 4  | HV | Roman Hubník     | 6 tháng 6, 1984 (19 tuổi)   |         | Sigma Olomouc       |
| 5  | HV | Radek Dosoudil   | 20 tháng 6, 1983 (20 tuổi)  |         | Sparta Prague       |
| 6  | TV | Tomáš Sivok      | 15 tháng 9, 1983 (20 tuổi)  |         | SK České Budějovice |
| 7  | HV | Milan Zachariáš  | 1 tháng 10, 1983 (20 tuổi)  |         | Slavia Prague       |
| 8  | TV | Martin Latka     | 28 tháng 9, 1984 (19 tuổi)  |         | Slavia Prague       |
| 9  | TĐ | Roman Bednář     | 26 tháng 3, 1983 (20 tuổi)  |         | Mladá Boleslav      |
| 10 | TĐ | Emil Rilke       | 19 tháng 11, 1983 (20 tuổi) |         | SFC Opava           |
| 11 | TV | David Limberský  | 6 tháng 10, 1983 (20 tuổi)  |         | Viktoria Plzeň      |
| 12 | HV | Petr Šíma        | 25 tháng 2, 1983 (20 tuổi)  |         | Viktoria Plzeň      |
| 13 | TĐ | Pavel Fořt       | 26 tháng 6, 1983 (20 tuổi)  |         | Slavia Prague       |
| 14 | TV | Jan Broschinský  | 1 tháng 9, 1985 (18 tuổi)   |         | Slovan Liberec      |
| 15 | TV | Jiří Bílek       | 4 tháng 11, 1983 (20 tuổi)  |         | Chmel Blšany        |
| 16 | TM | Tomáš Grigar     | 1 tháng 2, 1983 (20 tuổi)   |         | Vítkovice           |
| 17 | TV | Ladislav Volešák | 7 tháng 4, 1984 (19 tuổi)   |         | Sparta Prague       |
| 18 | TV | Milan Petržela   | 19 tháng 6, 1983 (20 tuổi)  |         | Drnovice            |
| 19 | TV | Aleš Besta       | 10 tháng 4, 1983 (20 tuổi)  |         | MŠK Žilina          |
| 20 | TĐ | Michal Hubník    | 1 tháng 6, 1983 (20 tuổi)   |         | Sigma Olomouc       |

## Bảng D

### Colombia
Huấn luyện viên: Reinaldo Rueda
| Số | Vt | Cầu thủ             | Ngày sinh (tuổi)            | Số trận | Câu lạc bộ             |
| -- | -- | ------------------- | --------------------------- | ------- | ---------------------- |
| 1  | TM | Miguel Solis        | 7 tháng 4, 1983 (20 tuổi)   |         | Cortuluá               |
| 2  | HV | José de la Cuesta   | 10 tháng 2, 1983 (20 tuổi)  |         | Atlético Nacional      |
| 3  | HV | Javier Arizala      | 21 tháng 4, 1984 (19 tuổi)  |         | Atlético Nacional      |
| 4  | HV | Pablo Pachón        | 8 tháng 10, 1983 (20 tuổi)  |         | Independiente Santa Fe |
| 5  | TV | Fredy Guarín        | 30 tháng 6, 1986 (17 tuổi)  |         | Envigado               |
| 6  | HV | Andrés González     | 8 tháng 1, 1984 (19 tuổi)   |         | América de Cali        |
| 7  | TĐ | Edixon Perea        | 20 tháng 4, 1984 (19 tuổi)  |         | Atlético Nacional      |
| 8  | TV | Harrison Otálvaro   | 28 tháng 2, 1986 (17 tuổi)  |         | América de Cali        |
| 9  | TĐ | Jaime Alfonso Ruiz  | 3 tháng 1, 1984 (19 tuổi)   |         | Cortuluá               |
| 10 | TV | Macnelly Torres     | 1 tháng 11, 1984 (19 tuổi)  |         | Junior Barranquilla    |
| 11 | TV | Víctor Hugo Montaño | 1 tháng 5, 1984 (19 tuổi)   |         | Millonarios            |
| 12 | TM | Héctor Landazuri    | 20 tháng 8, 1983 (20 tuổi)  |         | Envigado               |
| 13 | HV | Cesar Fawcett       | 12 tháng 8, 1984 (19 tuổi)  |         | Junior Barranquilla    |
| 14 | TV | Abel Aguilar        | 6 tháng 1, 1985 (18 tuổi)   |         | Deportivo Cali         |
| 15 | TĐ | Oscar Briceño       | 6 tháng 9, 1985 (18 tuổi)   |         | Deportes Tolima        |
| 16 | TV | Yulián Anchico      | 28 tháng 5, 1984 (19 tuổi)  |         | Deportes Tolima        |
| 17 | TV | Jaime Castrillón    | 5 tháng 4, 1983 (20 tuổi)   |         | Independiente Medellín |
| 18 | TV | Javier Araújo       | 26 tháng 12, 1984 (18 tuổi) |         | Once Caldas            |
| 19 | TĐ | Erwin Carrillo      | 25 tháng 6, 1983 (20 tuổi)  |         | Unión Magdalena        |
| 20 | TV | Avimiled Rivas      | 17 tháng 10, 1984 (19 tuổi) |         | Atlético Nacional      |

### Ai Cập
Huấn luyện viên: Hassan Shehata
| Số | Vt | Cầu thủ            | Ngày sinh (tuổi)            | Số trận | Câu lạc bộ           |
| -- | -- | ------------------ | --------------------------- | ------- | -------------------- |
| 1  | TM | Sherif Ekramy      | 1 tháng 7, 1983 (20 tuổi)   |         | Al-Ahly              |
| 2  | HV | Amir Azmy          | 14 tháng 2, 1983 (20 tuổi)  |         | El-Zamalek           |
| 3  | HV | Osama Ragab        | 15 tháng 4, 1984 (19 tuổi)  |         | Aswan                |
| 4  | TV | Hosni Abd Rabo     | 1 tháng 11, 1984 (19 tuổi)  |         | Al-Ismaily           |
| 5  | HV | Mohamed El Zayat   | 3 tháng 12, 1983 (19 tuổi)  |         | Al-Ahly              |
| 6  | HV | Morsy Abdel Latif  | 1 tháng 1, 1983 (20 tuổi)   |         | ENPPI Club           |
| 7  | TV | Ali Sakr           | 14 tháng 6, 1983 (20 tuổi)  |         | Al-Ahly              |
| 8  | HV | Ahmed Said         | 14 tháng 3, 1983 (20 tuổi)  |         | Al-Ismaily           |
| 9  | TĐ | Rida Metwaly       | 25 tháng 2, 1983 (20 tuổi)  |         | Baladeyet Al-Mahalla |
| 10 | TĐ | Ahmed Wahed        | 5 tháng 1, 1983 (20 tuổi)   |         | ENPPI Club           |
| 11 | HV | Ahmed Assem        | 6 tháng 8, 1983 (20 tuổi)   |         | Haras El-Hodood      |
| 12 | TV | Mohamed Abdelwahab | 1 tháng 10, 1983 (20 tuổi)  |         | ENPPI Club           |
| 13 | TV | Ahmed Samir Farag  | 20 tháng 5, 1986 (17 tuổi)  |         | Al-Ahly              |
| 14 | TV | Ahmed Fathi        | 10 tháng 11, 1984 (19 tuổi) |         | Al-Ismaily           |
| 15 | TV | Hany Said Ahmed    | 3 tháng 6, 1983 (20 tuổi)   |         | Haras El-Hodood      |
| 16 | TM | Ali Farag          | 2 tháng 2, 1984 (19 tuổi)   |         | Haras El-Hodood      |
| 17 | TĐ | Emad Moteab        | 20 tháng 2, 1983 (20 tuổi)  |         | Al-Ahly              |
| 18 | TĐ | Islam Shokry       | 1 tháng 10, 1983 (20 tuổi)  |         | Al-Mokawloon al-Arab |
| 19 | HV | Karim Zekry        | 10 tháng 5, 1985 (18 tuổi)  |         | Al-Masry             |
| 20 | TV | Youssef Walid      | 26 tháng 9, 1999 (3 tuổi)   |         | El-Zamalek           |

### Anh
Huấn luyện viên: Les Reed
| Số | Vt | Cầu thủ           | Ngày sinh (tuổi)            | Số trận | Câu lạc bộ             |
| -- | -- | ----------------- | --------------------------- | ------- | ---------------------- |
| 1  | TM | Andy Lonergan     | 19 tháng 10, 1983 (20 tuổi) |         | Preston North End F.C. |
| 2  | TV | Ben Bowditch      | 19 tháng 2, 1984 (19 tuổi)  |         | Tottenham Hotspur      |
| 3  | TV | Chris Carruthers  | 19 tháng 8, 1983 (20 tuổi)  |         | Northampton Town       |
| 4  | TV | David Fox         | 13 tháng 12, 1983 (19 tuổi) |         | Manchester United      |
| 5  | HV | Steven Taylor     | 23 tháng 1, 1986 (17 tuổi)  |         | Newcastle United       |
| 6  | HV | Matthew Kilgallon | 8 tháng 1, 1984 (19 tuổi)   |         | Leeds United           |
| 7  | TĐ | Jerome Thomas     | 23 tháng 3, 1983 (20 tuổi)  |         | Arsenal                |
| 8  | TV | Gary O'Neil       | 18 tháng 5, 1983 (20 tuổi)  |         | Portsmouth             |
| 9  | TĐ | Michael Chopra    | 23 tháng 12, 1983 (19 tuổi) |         | Newcastle United       |
| 10 | TV | Darren Carter     | 18 tháng 12, 1983 (19 tuổi) |         | Birmingham City        |
| 11 | TĐ | James Milner      | 4 tháng 1, 1986 (17 tuổi)   |         | Leeds United           |
| 12 | HV | Andrew Taylor     | 1 tháng 8, 1986 (17 tuổi)   |         | Middlesbrough          |
| 13 | TM | Ross Turnbull     | 4 tháng 1, 1985 (18 tuổi)   |         | Middlesbrough          |
| 14 | HV | Philip Ifil       | 18 tháng 11, 1986 (17 tuổi) |         | Tottenham Hotspur      |
| 15 | HV | Martin Cranie     | 26 tháng 9, 1986 (17 tuổi)  |         | Southampton            |
| 16 | HV | Jay McEveley      | 11 tháng 2, 1985 (18 tuổi)  |         | Blackburn Rovers       |
| 17 | TĐ | Lee Croft         | 21 tháng 6, 1985 (18 tuổi)  |         | Manchester City        |
| 18 | TV | John Welsh        | 10 tháng 1, 1984 (19 tuổi)  |         | Liverpool              |
| 19 | TĐ | Eddie Johnson     | 20 tháng 9, 1984 (19 tuổi)  |         | Manchester United      |
| 20 | TĐ | Tommy Wright      | 28 tháng 9, 1984 (19 tuổi)  |         | Leicester City         |

### Nhật Bản
Huấn luyện viên: Kiyoshi Okuma
| Số | Vt | Cầu thủ          | Ngày sinh (tuổi)            | Số trận | Câu lạc bộ           |
| -- | -- | ---------------- | --------------------------- | ------- | -------------------- |
| 1  | TM | Eiji Kawashima   | 20 tháng 3, 1983 (20 tuổi)  |         | Omiya Ardija         |
| 2  | TV | Yuhei Tokunaga   | 25 tháng 9, 1983 (20 tuổi)  |         | Waseda Univ.         |
| 3  | HV | Makoto Kakuda    | 10 tháng 7, 1983 (20 tuổi)  |         | Kyoto Purple Sanga   |
| 4  | TV | Naoya Kikuchi    | 24 tháng 11, 1984 (19 tuổi) |         | Júbilo Iwata         |
| 5  | HV | Mitsuru Nagata   | 6 tháng 4, 1983 (20 tuổi)   |         | Kashiwa Reysol       |
| 6  | TV | Yasuyuki Konno   | 25 tháng 1, 1983 (20 tuổi)  |         | Consadole Sapporo    |
| 7  | TV | Sho Naruoka      | 31 tháng 5, 1984 (19 tuổi)  |         | Júbilo Iwata         |
| 8  | TV | Daigo Kobayashi  | 19 tháng 2, 1983 (20 tuổi)  |         | Tokyo Verdy 1969     |
| 9  | TĐ | Hiroto Mogi      | 2 tháng 3, 1984 (19 tuổi)   |         | Sanfrecce Hiroshima  |
| 10 | TĐ | Daisuke Sakata   | 16 tháng 1, 1983 (20 tuổi)  |         | Yokohama F. Marinos  |
| 11 | TĐ | Yutaro Abe       | 5 tháng 10, 1984 (19 tuổi)  |         | Yokohama F. Marinos  |
| 12 | TM | Masahiro Okamoto | 17 tháng 5, 1983 (20 tuổi)  |         | JEF United Ichihara  |
| 13 | HV | Naoya Kondo      | 3 tháng 10, 1983 (20 tuổi)  |         | Kashiwa Reysol       |
| 14 | TV | Satoru Yamagishi | 3 tháng 5, 1983 (20 tuổi)   |         | JEF United Ichihara  |
| 15 | TV | Norio Suzuki     | 14 tháng 2, 1984 (19 tuổi)  |         | FC Tokyo             |
| 16 | HV | Yuzo Kurihara    | 18 tháng 9, 1983 (20 tuổi)  |         | Yokohama F. Marinos  |
| 17 | TĐ | Yuji Unozawa     | 3 tháng 5, 1983 (20 tuổi)   |         | Kashiwa Reysol       |
| 18 | TV | Tatsuya Yazawa   | 3 tháng 10, 1984 (19 tuổi)  |         | Kashiwa Reysol       |
| 19 | TĐ | Sota Hirayama    | 6 tháng 6, 1985 (18 tuổi)   |         | Kunimi H.S.          |
| 20 | TV | Kei Yamaguchi    | 11 tháng 6, 1983 (20 tuổi)  |         | Nagoya Grampus Eight |

## Bảng E

### Bờ Biển Ngà
Huấn luyện viên: Mama Ouattara
| Số | Vt | Cầu thủ            | Ngày sinh (tuổi)            | Số trận | Câu lạc bộ          |
| -- | -- | ------------------ | --------------------------- | ------- | ------------------- |
| 1  | TM | Daniel Yeboah      | 13 tháng 11, 1984 (19 tuổi) |         | Bastia              |
| 2  | HV | Dan Ouehi          | 15 tháng 1, 1984 (19 tuổi)  |         | Stade Abidjan       |
| 3  | HV | Dacosta Goore      | 31 tháng 12, 1984 (18 tuổi) |         | ASEC Abidjan        |
| 4  | HV | Ayi Ahyee          | 13 tháng 12, 1983 (19 tuổi) |         | Stella Club         |
| 5  | HV | Gballou Kouyo      | 8 tháng 4, 1984 (19 tuổi)   |         | Lecce               |
| 6  | HV | Armand Mahan       | 9 tháng 7, 1983 (20 tuổi)   |         | ASEC Mimosas        |
| 7  | TV | Jean-Jacques Gosso | 15 tháng 3, 1983 (20 tuổi)  |         | Wydad Casablanca    |
| 8  | TĐ | Arouna Koné        | 11 tháng 11, 1983 (20 tuổi) |         | Roda JC             |
| 9  | TĐ | Antonin Koutouan   | 11 tháng 11, 1983 (20 tuổi) |         | Lorient             |
| 10 | TV | Raphael Yabre      | 11 tháng 4, 1984 (19 tuổi)  |         | Stade Abidjan       |
| 11 | TV | Adolphe Tohoua     | 9 tháng 12, 1983 (19 tuổi)  |         | Lierse              |
| 12 | HV | Jean-Martial Kipré | 10 tháng 11, 1984 (19 tuổi) |         | Paris Saint-Germain |
| 13 | TV | Almamy Doumbia     | 25 tháng 10, 1983 (20 tuổi) |         | Sambenedettese      |
| 14 | TV | Andre Saki         | 20 tháng 10, 1985 (18 tuổi) |         | Stade Abidjan       |
| 15 | TV | Mohamed Cissé      | 26 tháng 9, 1983 (20 tuổi)  |         | Stade Beaucaire     |
| 16 | HV | Sol Bamba          | 13 tháng 1, 1985 (18 tuổi)  |         | Paris Saint-Germain |
| 17 | TĐ | Hervé Guy          | 5 tháng 8, 1984 (19 tuổi)   |         | Bastia              |
| 18 | TĐ | François Zoko      | 13 tháng 9, 1983 (20 tuổi)  |         | Nancy               |
| 19 | TV | Kassiaty Labi      | 6 tháng 5, 1984 (19 tuổi)   |         | Africa Sports       |
| 20 | TM | Drissa Touré       | 14 tháng 1, 1983 (20 tuổi)  |         | ASEC Mimosas        |

### México
Huấn luyện viên: Eduardo Rergis
| Số | Vt | Cầu thủ              | Ngày sinh (tuổi)            | Số trận | Câu lạc bộ    |
| -- | -- | -------------------- | --------------------------- | ------- | ------------- |
| 1  | TM | Guadalupe Martínez   | 12 tháng 1, 1983 (20 tuổi)  |         | Tecos UAG     |
| 2  | HV | Fernando López       | 7 tháng 2, 1984 (19 tuổi)   |         | Irapuato      |
| 3  | HV | Juan de la Barrera   | 17 tháng 3, 1983 (20 tuổi)  |         | Irapuato      |
| 4  | HV | Joel Huiqui          | 18 tháng 2, 1983 (20 tuổi)  |         | Pachuca       |
| 5  | HV | Ricardo Jiménez      | 14 tháng 11, 1984 (19 tuổi) |         | Mérida        |
| 6  | HV | Fausto Pinto         | 8 tháng 8, 1983 (20 tuổi)   |         | Pachuca       |
| 7  | HV | Adrián Cortés        | 19 tháng 11, 1983 (20 tuổi) |         | Cruz Azul     |
| 8  | TV | Juan Carlos Medina   | 22 tháng 8, 1983 (20 tuổi)  |         | Atlas         |
| 9  | TĐ | Aldo de Nigris       | 22 tháng 7, 1983 (20 tuổi)  |         | UANL Tigres   |
| 10 | TV | Francisco Torres     | 12 tháng 5, 1983 (20 tuổi)  |         | América       |
| 11 | TV | Alvin Mendoza        | 27 tháng 7, 1984 (19 tuổi)  |         | América       |
| 12 | TM | Jesús Urbina         | 3 tháng 5, 1983 (20 tuổi)   |         | UANL Tigres   |
| 13 | TV | Jesús Palacios       | 7 tháng 2, 1983 (20 tuổi)   |         | UANL Tigres   |
| 14 | TV | Oscar Zea            | 26 tháng 1, 1983 (20 tuổi)  |         | Necaxa        |
| 15 | HV | Diego Cervantes      | 30 tháng 8, 1984 (19 tuổi)  |         | América       |
| 16 | TV | Mario Ortiz          | 4 tháng 6, 1983 (20 tuổi)   |         | Cruz Azul     |
| 17 | TĐ | David Costilla       | 15 tháng 2, 1984 (19 tuổi)  |         | Santos Laguna |
| 18 | TV | Juan José de la Cruz | 7 tháng 4, 1983 (20 tuổi)   |         | Atlas         |
| 19 | TĐ | Isaac Romo           | 23 tháng 3, 1983 (20 tuổi)  |         | Club Tijuana  |
| 20 | TV | Ignacio Torres       | 25 tháng 9, 1983 (20 tuổi)  |         | América       |

### Cộng hòa Ireland
Huấn luyện viên: Gerry Smith
| Số | Vt | Cầu thủ         | Ngày sinh (tuổi)            | Số trận | Câu lạc bộ             |
| -- | -- | --------------- | --------------------------- | ------- | ---------------------- |
| 1  | TM | Wayne Henderson | 16 tháng 9, 1983 (20 tuổi)  |         | Aston Villa            |
| 2  | HV | Seán Dillon     | 30 tháng 7, 1983 (20 tuổi)  |         | Longford Town          |
| 3  | HV | Stephen Paisley | 28 tháng 7, 1983 (20 tuổi)  |         | Longford Town          |
| 4  | HV | John Fitzgerald | 10 tháng 2, 1984 (19 tuổi)  |         | Blackburn Rovers       |
| 5  | HV | Stephen Kelly   | 6 tháng 9, 1983 (20 tuổi)   |         | Tottenham Hotspur      |
| 6  | TV | Graham Ward     | 25 tháng 2, 1983 (20 tuổi)  |         | Kidderminster Harriers |
| 7  | TV | Willo Flood     | 10 tháng 4, 1985 (18 tuổi)  |         | Manchester City        |
| 8  | TV | Keith Fahey     | 15 tháng 1, 1983 (20 tuổi)  |         | St. Patrick's Athletic |
| 9  | TĐ | Stephen Elliott | 6 tháng 1, 1984 (19 tuổi)   |         | Manchester City        |
| 10 | TV | Michael Foley   | 9 tháng 3, 1983 (20 tuổi)   |         | Liverpool              |
| 11 | TĐ | Jon Daly        | 8 tháng 1, 1983 (20 tuổi)   |         | Stockport County       |
| 12 | TV | Glenn Whelan    | 13 tháng 1, 1984 (19 tuổi)  |         | Manchester City        |
| 13 | HV | Paddy McCarthy  | 31 tháng 5, 1983 (20 tuổi)  |         | Manchester City        |
| 14 | TV | Darren Potter   | 21 tháng 12, 1984 (18 tuổi) |         | Liverpool              |
| 15 | HV | Stephen Capper  | 28 tháng 2, 1983 (20 tuổi)  |         | Scarborough            |
| 16 | TM | Brian Murphy    | 7 tháng 5, 1983 (20 tuổi)   |         | Swansea City           |
| 17 | TĐ | Kevin Doyle     | 18 tháng 9, 1983 (20 tuổi)  |         | Cork City              |
| 18 | TV | Liam Kearney    | 10 tháng 1, 1983 (20 tuổi)  |         | Cork City              |
| 19 | TĐ | Éamon Zayed     | 4 tháng 10, 1983 (20 tuổi)  |         | Bray Wanderers         |
| 20 | TV | David Bell      | 21 tháng 1, 1984 (19 tuổi)  |         | Rushden & Diamonds     |

### Ả Rập Xê Út
Huấn luyện viên:  Daniel Romeo
| Số | Vt | Cầu thủ               | Ngày sinh (tuổi)           | Số trận | Câu lạc bộ  |
| -- | -- | --------------------- | -------------------------- | ------- | ----------- |
| 1  | TM | Hamad Al-Suwilm       | 24 tháng 9, 1983 (20 tuổi) |         | Al Ittifaq  |
| 2  | HV | Mesfer Al-Qahtani     | 15 tháng 1, 1984 (19 tuổi) |         | Al Ittihad  |
| 3  | HV | Suliman Ambdu         | 18 tháng 1, 1983 (20 tuổi) |         | Al Wahda    |
| 4  | TV | Mazen Al-Faraj        | 16 tháng 6, 1984 (19 tuổi) |         | Al-Hilal    |
| 5  | TV | Abdullatif Al-Ghannam | 16 tháng 7, 1985 (18 tuổi) |         | Al Shabab   |
| 6  | TV | Abdullah Al-Dosari    | 1 tháng 2, 1983 (20 tuổi)  |         | Al Shabab   |
| 7  | TV | Aboulaziz Bin Saran   | 25 tháng 1, 1984 (19 tuổi) |         | Al Shabab   |
| 8  | TĐ | Ahmed Al-Suwailh      | 14 tháng 5, 1986 (17 tuổi) |         | Al-Hilal    |
| 9  | TĐ | Naji Majrashi         | 2 tháng 2, 1984 (19 tuổi)  |         | Al Shabab   |
| 10 | TĐ | Eisa Al-Mahyani       | 22 tháng 6, 1983 (20 tuổi) |         | Al Wahda    |
| 11 | TV | Ahmed Otaif           | 14 tháng 4, 1983 (20 tuổi) |         | Al Shabab   |
| 12 | HV | Khalid Al-Salamah     | 28 tháng 9, 1984 (19 tuổi) |         | Al Nasr     |
| 13 | HV | Saad Al-Abouad        | 11 tháng 4, 1984 (19 tuổi) |         | Al Ittifaq  |
| 14 | TM | Tariq Al-Hargan       | 5 tháng 5, 1984 (19 tuổi)  |         | Al Shabab   |
| 15 | TV | Abdoh Autef           | 2 tháng 4, 1984 (19 tuổi)  |         | Al Shabab   |
| 16 | TV | Mohammed Al-Mowallad  | 17 tháng 2, 1983 (20 tuổi) |         | Al Ahli     |
| 17 | HV | Salman Al-Khalidi     | 14 tháng 5, 1983 (20 tuổi) |         | Al Qadisiya |
| 18 | TV | Abdoh Hakami          | 14 tháng 6, 1983 (20 tuổi) |         | Al Qadisiya |
| 19 | HV | Osamah Al-Harbi       | 16 tháng 5, 1984 (19 tuổi) |         | Al Ittihad  |
| 20 | TM | Assaf Al-Qarni        | 2 tháng 4, 1984 (19 tuổi)  |         | Al Wahda    |

## Bảng F

### Đức
Huấn luyện viên: Uli Stielike
| Số | Vt | Cầu thủ            | Ngày sinh (tuổi)            | Số trận | Câu lạc bộ          |
| -- | -- | ------------------ | --------------------------- | ------- | ------------------- |
| 1  | TM | Alexander Walke    | 6 tháng 6, 1983 (20 tuổi)   |         | Werder Bremen       |
| 2  | HV | Christian Lell     | 29 tháng 8, 1984 (19 tuổi)  |         | Bayern Munich       |
| 3  | HV | Alexander Meyer    | 19 tháng 10, 1983 (20 tuổi) |         | Bayer Leverkusen    |
| 4  | HV | Robert Huth        | 18 tháng 8, 1984 (19 tuổi)  |         | Chelsea             |
| 5  | HV | Benjamin Wingerter | 25 tháng 3, 1983 (20 tuổi)  |         | Schalke 04          |
| 6  | HV | Michael Rundio     | 21 tháng 1, 1983 (20 tuổi)  |         | VfB Stuttgart       |
| 7  | TV | Piotr Trochowski   | 22 tháng 3, 1984 (19 tuổi)  |         | Bayern Munich       |
| 8  | TV | Christian Schulz   | 1 tháng 4, 1983 (20 tuổi)   |         | Werder Bremen       |
| 9  | TĐ | Sebastian Kneißl   | 13 tháng 1, 1983 (20 tuổi)  |         | Chelsea             |
| 10 | TV | Ioannis Masmanidis | 9 tháng 3, 1983 (20 tuổi)   |         | Bayer Leverkusen    |
| 11 | TĐ | Denni Patschinsky  | 26 tháng 8, 1983 (20 tuổi)  |         | Viborg              |
| 12 | TM | Markus Gruenberger | 29 tháng 8, 1984 (19 tuổi)  |         | Bayern Munich       |
| 13 | HV | Christian Pander   | 28 tháng 8, 1983 (20 tuổi)  |         | Schalke 04          |
| 14 | HV | Malik Fathi        | 29 tháng 10, 1983 (20 tuổi) |         | Hertha BSC          |
| 15 | HV | Sofian Chahed      | 18 tháng 4, 1983 (20 tuổi)  |         | Hertha BSC          |
| 16 | TV | Matthias Lehmann   | 28 tháng 5, 1983 (20 tuổi)  |         | 1860 Munich         |
| 17 | TV | Dennis Bührer      | 13 tháng 3, 1983 (20 tuổi)  |         | SC Freiburg         |
| 18 | TV | Patrick Milchraum  | 26 tháng 5, 1984 (19 tuổi)  |         | Stuttgarter Kickers |
| 19 | TĐ | Erdal Kılıçaslan   | 23 tháng 8, 1984 (19 tuổi)  |         | Bayern Munich       |
| 20 | TĐ | Alexander Ludwig   | 31 tháng 1, 1984 (19 tuổi)  |         | Hertha BSC          |

### Hàn Quốc
Huấn luyện viên: Park Sung-wha
| Số | Vt | Cầu thủ         | Ngày sinh (tuổi)            | Số trận | Câu lạc bộ              |
| -- | -- | --------------- | --------------------------- | ------- | ----------------------- |
| 1  | TM | Kim Young-kwang | 28 tháng 6, 1983 (20 tuổi)  |         | Chunnam Dragons         |
| 2  | HV | Oh Beom-seok    | 29 tháng 7, 1984 (19 tuổi)  |         | Pohang Steelers         |
| 3  | HV | Kim Chi-woo     | 11 tháng 11, 1983 (20 tuổi) |         | Chung-Ang University    |
| 4  | HV | Kim Chi-gon     | 29 tháng 7, 1983 (20 tuổi)  |         | Anyang LG Cheetahs      |
| 5  | HV | Park Ju-sung    | 20 tháng 2, 1984 (19 tuổi)  |         | Suwon Samsung Bluewings |
| 6  | HV | Kim Jin-kyu     | 16 tháng 2, 1985 (18 tuổi)  |         | Chunnam Dragons         |
| 7  | TV | Lee Jong-min    | 1 tháng 9, 1983 (20 tuổi)   |         | Suwon Samsung Bluewings |
| 8  | TV | Lee Ho          | 22 tháng 10, 1984 (19 tuổi) |         | Ulsan Hyundai Horangi   |
| 9  | TĐ | Jung Jo-gook    | 23 tháng 4, 1984 (19 tuổi)  |         | Anyang LG Cheetahs      |
| 10 | TĐ | Choi Sung-kuk   | 8 tháng 2, 1983 (20 tuổi)   |         | Ulsan Hyundai Horangi   |
| 11 | TV | Cho Won-hee     | 17 tháng 4, 1983 (20 tuổi)  |         | Gwangju Sangmu Phoenix  |
| 12 | TM | Sung Kyung-il   | 1 tháng 3, 1983 (20 tuổi)   |         | Konkuk University       |
| 13 | TV | Namkung Woong   | 29 tháng 3, 1984 (19 tuổi)  |         | Suwon Samsung Bluewings |
| 14 | TV | Kwon Jip        | 13 tháng 2, 1984 (19 tuổi)  |         | Suwon Samsung Bluewings |
| 15 | TĐ | Park Chu-young  | 10 tháng 7, 1985 (18 tuổi)  |         | Cheonggu High School    |
| 16 | TV | Han Jae-woong   | 28 tháng 9, 1984 (19 tuổi)  |         | Busan I'Cons            |
| 17 | HV | Lim You-hwan    | 2 tháng 12, 1983 (19 tuổi)  |         | Kyoto Purple Sanga      |
| 18 | TĐ | Kim Dong-hyun   | 20 tháng 5, 1984 (19 tuổi)  |         | Ōita Trinita            |
| 19 | HV | Yeo Hyo-jin     | 25 tháng 4, 1983 (20 tuổi)  |         | Korea University        |
| 20 | TV | Lee Ho-jin      | 9 tháng 3, 1983 (20 tuổi)   |         | Sungkyunkwan University |

### Paraguay
Huấn luyện viên: Rolando Chilavert
| Số | Vt | Cầu thủ            | Ngày sinh (tuổi)            | Số trận | Câu lạc bộ          |
| -- | -- | ------------------ | --------------------------- | ------- | ------------------- |
| 1  | TM | Antony Silva       | 27 tháng 2, 1984 (19 tuổi)  |         | Club Libertad       |
| 2  | HV | Gilberto Velásquez | 11 tháng 3, 1983 (20 tuổi)  |         | Club Guaraní        |
| 3  | HV | Víctor Hugo Mareco | 26 tháng 2, 1984 (19 tuổi)  |         | Brescia             |
| 4  | HV | Enrique Meza       | 28 tháng 11, 1985 (17 tuổi) |         | Sol de América      |
| 5  | HV | Ángel Martínez     | 9 tháng 10, 1983 (20 tuổi)  |         | Olimpia Asunción    |
| 6  | TV | Blas López         | 14 tháng 3, 1984 (19 tuổi)  |         | Club Libertad       |
| 7  | TĐ | Erwin Ávalos       | 27 tháng 4, 1983 (20 tuổi)  |         | Cerro Porteño       |
| 8  | TV | Édgar Barreto      | 15 tháng 7, 1984 (19 tuổi)  |         | Cerro Porteño       |
| 9  | TĐ | Dante López        | 16 tháng 8, 1983 (20 tuổi)  |         | Maccabi Haifa       |
| 10 | TV | Julio dos Santos   | 7 tháng 5, 1983 (20 tuổi)   |         | Cerro Porteño       |
| 11 | HV | Ernesto Cristaldo  | 16 tháng 3, 1984 (19 tuổi)  |         | Cerro Porteño       |
| 12 | TM | Marco Almeda       | 23 tháng 3, 1984 (19 tuổi)  |         | Cerro Porteño       |
| 13 | TV | Édgar Benítez      | 22 tháng 4, 1984 (19 tuổi)  |         | Cerro Porteño       |
| 14 | HV | Óscar Díaz         | 29 tháng 1, 1984 (19 tuổi)  |         | 12 de Octubre       |
| 15 | TV | Cristian Andersen  | 3 tháng 6, 1984 (19 tuổi)   |         | Sportivo Luqueño    |
| 16 | TV | Andrés Pérez Matto | 7 tháng 2, 1984 (19 tuổi)   |         | Olimpia Asunción    |
| 17 | TĐ | Jesús Martínez     | 27 tháng 9, 1983 (20 tuổi)  |         | Sportivo Trinidense |
| 18 | TĐ | Nelson Romero      | 18 tháng 11, 1984 (19 tuổi) |         | San Lorenzo         |
| 19 | TĐ | Jorge Cáceres      | 16 tháng 6, 1983 (20 tuổi)  |         | Colombia            |
| 20 | TĐ | Nelson Valdez      | 28 tháng 11, 1983 (19 tuổi) |         | Werder Bremen       |

### Hoa Kỳ
Huấn luyện viên:  Thomas Rongen
| Số | Vt | Cầu thủ          | Ngày sinh (tuổi)            | Số trận | Câu lạc bộ               |
| -- | -- | ---------------- | --------------------------- | ------- | ------------------------ |
| 1  | TM | Steve Cronin     | 28 tháng 5, 1983 (20 tuổi)  |         | Santa Clara Broncos      |
| 2  | HV | Zak Whitbread    | 4 tháng 3, 1984 (19 tuổi)   |         | Liverpool                |
| 3  | TV | Justin Mapp      | 18 tháng 10, 1984 (19 tuổi) |         | Chicago Fire             |
| 4  | HV | Chad Marshall    | 22 tháng 8, 1984 (19 tuổi)  |         | Stanford Cardinal        |
| 5  | HV | Ryan Cochrane    | 8 tháng 8, 1983 (20 tuổi)   |         | Santa Clara Broncos      |
| 6  | TV | Jordan Stone     | 16 tháng 3, 1984 (19 tuổi)  |         | Dallas Burn              |
| 7  | TĐ | Eddie Johnson    | 31 tháng 3, 1984 (19 tuổi)  |         | Dallas Burn              |
| 8  | HV | C. J. Klaas      | 23 tháng 8, 1983 (20 tuổi)  |         | University of Washington |
| 9  | TĐ | Santino Quaranta | 14 tháng 10, 1984 (19 tuổi) |         | D.C. United              |
| 10 | TV | Bobby Convey     | 27 tháng 5, 1983 (20 tuổi)  |         | D.C. United              |
| 11 | TV | Ricardo Clark    | 10 tháng 2, 1983 (20 tuổi)  |         | MetroStars               |
| 12 | TĐ | Freddy Adu       | 2 tháng 6, 1989 (14 tuổi)   |         | IMG Soccer Academy       |
| 13 | TĐ | Mike Magee       | 2 tháng 9, 1984 (19 tuổi)   |         | MetroStars               |
| 14 | TV | Clint Dempsey    | 9 tháng 3, 1983 (20 tuổi)   |         | Furman Paladins          |
| 15 | TV | David Johnson    | 16 tháng 1, 1984 (19 tuổi)  |         | Willem II                |
| 16 | HV | Drew Moor        | 15 tháng 1, 1984 (19 tuổi)  |         | Indiana Hoosiers         |
| 17 | TĐ | Knox Cameron     | 17 tháng 9, 1983 (20 tuổi)  |         | Michigan Wolverines      |
| 18 | TM | Ford Williams    | 20 tháng 2, 1984 (19 tuổi)  |         | North Carolina Tar Heels |
| 19 | TV | Ned Grabavoy     | 1 tháng 7, 1983 (20 tuổi)   |         | Chicago Fire Premier     |
| 20 | HV | Jordan Harvey    | 28 tháng 1, 1984 (19 tuổi)  |         | UCLA Bruins              |